# 花小袖
『花小袖』（はなこそで）は宝塚歌劇団のミュージカル作品。花組公演。
宝塚と東京の併演作品は『プレンティフル・ジョイ』、名古屋は『ザ・スピリット』。

## 解説
※『宝塚歌劇100年史（舞台編）』の宝塚大劇場公演のページを参照
春日野八千代の紫綬褒章受賞を記念して制作された芸道物語。
阿国歌舞伎で有名な名古屋山三郎が芸道に精進する物語が、絵巻物と共に繰り広げられた。
出雲の阿国役で専科の松本悠里が春日野と共演した。

## あらすじ
※『宝塚歌劇100年史（舞台編）』の宝塚大劇場公演のページを参照
1612年の秋、琵琶湖畔で山三郎は自害を図ろうとした一人の若者に出会う。彼は大和金春流の家元、禅竹春信の息子・氏信で、かつての恋人操の子供であった。山三郎は氏信と弟元信を立派な舞台人に育ててやろうと決心する。

## 公演期間と公演場所
- 1980年5月16日 - 6月24日[4]（第一回・新人公演：5月27日[5]、第二回・新人公演：6月13日[5]）　宝塚大劇場
- 1980年8月6日 - 8月29日[6]（新人公演：8月20日[5]）　東京宝塚劇場
- 1981年2月7日 - 2月16日[3]　名古屋・中日劇場

## 主な配役（宝塚・東京）
- 名古屋山三郎 - 春日野八千代（第一回・新人公演(宝塚)：宝純子、第二回・新人公演(宝塚)と新人公演(東京)：平みち）[5]
- 氏信 - 松あきら（第一回・新人公演(宝塚)：平みち、第二回・新人公演(宝塚)と新人公演(東京)：若葉ひろみ）[5]
- 桔梗 - 美雪花代（第一回・新人公演(宝塚)：姿晴香、第二回・新人公演(宝塚)と新人公演(東京)：潮あかり）[5]

## 宝塚大劇場公演のデータ
形式名は「宝塚ミュージカル・ロマン」。8場。副題は「春日野八千代紫綬褒章受賞記念」。

### スタッフ（宝塚大劇場）
- 作・演出：植田紳爾[4]
- 音楽：寺田瀧雄[7]
- 音楽指揮：野村陽児[7]
- 振付：花柳寿楽[4][7]
- 装置：渡辺正男[7]
- 衣装[7]：小西松茂、中川菊枝
- 照明：今井直次[8]
- 音響：松永浩志[8]
- 小道具：上田特市[8]
- 効果：中田正廣[8]
- 演出助手[8]：正塚晴彦、谷正純
- 制作：内山信一[8]